# European Border Breakers Award

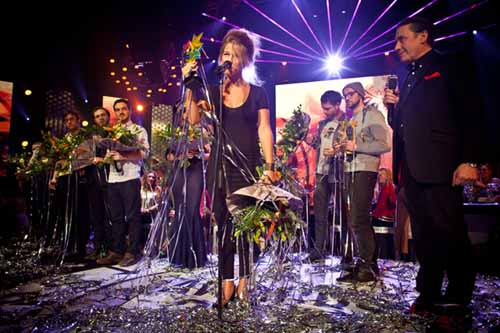
EBBA Awards 2012 - Selah Sue

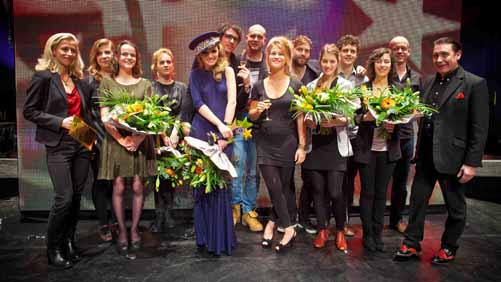
European Border Breakers Awards 2012 - Alle Gewinner

Mit dem Musikpreis European Border Breakers Award (EBBA) der Europäischen Union wurden zwischen 2004 und 2018 jeweils zehn aufstrebende Künstler oder Bands für ihr erstes international erfolgreiches Album außerhalb ihres Heimatlandes aus dem vorangegangenen Jahr prämiert. Zu den Gewinnern zählten unter anderem Katie Melua, Tokio Hotel, Sunrise Avenue, Adele, Milow, Swedish House Mafia und Aura Dione. 2019 wurden sie unter dem Namen Music Moves Europe Talent Awards neu aufgelegt.

## Organisation
Die EBBA Awards wurden von der Europäischen Kommission ins Leben gerufen, womit es sich um einen Preis der Europäischen Union handelt. Für die Auswahl der Gewinner und die Organisation der Preisverleihungszeremonie zeichnet die Noorderslag Foundation verantwortlich, zu deren Aufgabe die Förderung der Verbreitung der europäischen Popmusik gehört.

## Partner
- Europäische Rundfunkorganisation (EBU)[3]
- Das europäische Austauschprogramm für Talente (ETEP), ein Netz von namhaften europäischen Musikfestivals, das europäischen Bands ermöglicht, von außerhalb ihres Heimatlandes einfacher engagiert werden zu können. Außerdem leitet ETEP Informationen über europäische Nachwuchskünstler an die Medien weiter.[3][4]

## Auswahl der Gewinner
Die für die European Border Breakers Awards nominierten Künstler oder Musikgruppen werden anhand folgender Kriterien ausgewählt:
- Erfolg des Debütalbums vom vorangegangenen Jahr in anderen europäischen Ländern außerhalb des Heimatlandes der Künstlerin/des Künstlers.
- Sendezeit-Statistik der zur europäischen Rundfunkorganisation (EBU) gehörenden Rundfunksender.
- Erfolg der Künstler auf europäischen, zum ETEP-Netz gehörenden Festivals (ETEP) außerhalb des Heimatlandes der Künstler.[5]

## Publikumspreis
Seit 2010 kann das Publikum online darüber abstimmen, wer von den EBBA-Gewinnern zusätzlich zum „normalen“ Preis den Publikumspreis erhalten soll. Der erste Gewinner dieses Preises war der belgische Sänger und Liedermacher Milow. 2011 gewann diesen Preis die deutsche Rock-and-Roll-Band The Baseballs.

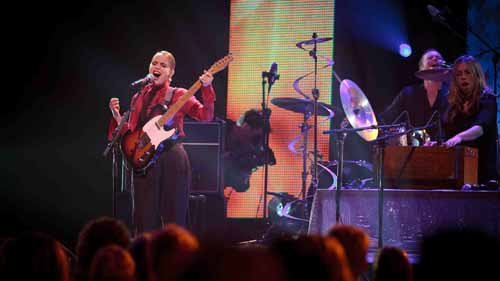
European Border Breakers Awards 2012 - Anna Calvi

## Preisverleihung
Seit 2009 findet die Preisverleihung jeweils im Januar im Rahmen des Festivals Eurosonic Noorderslag im niederländischen Groningen statt und wird vom BBC-Star und Musiker Jools Holland moderiert. Bei dieser Show und während des Festivals treten EBBA-Gewinner live auf. Preisträger aus früheren Jahren werden als Stargäste eingeladen.
Die Preisverleihung wird vom niederländischen Rundfunksender NOS/NTR aufgezeichnet und über Ned 3 ausgestrahlt. Die Show wird jedes Jahr von mehreren Fernsehsendern übertragen.

## Hintergrund
Der Musikpreis EBBA wurde 2004 von der Europäischen Kommission mit dem Ziel ins Leben gerufen, die grenzüberschreitende Verbreitung von Popmusik zu fördern und die große musikalische Vielfalt Europas herauszustellen. Die European Border Breakers Awards werden über das Programm „Kultur“ der Europäischen Union zur Förderung der grenzüberschreitenden Mobilität von Künstlern und Kulturschaffenden finanziell unterstützt. Mit dem Preis soll zur Verbreitung von kulturellen und künstlerischen Werken über die Landesgrenzen hinaus angeregt und der interkulturelle Dialog gefördert werden.

## Bisherige Gewinner

### 2004
| Land                   | Künstlerin/Künstler | Album                |
| ---------------------- | ------------------- | -------------------- |
| Belgien                | Lasgo               | Some Things          |
| Dänemark               | Saybia              | The Second You Sleep |
| Deutschland            | Masterplan          | Masterplan           |
| Frankreich             | Carla Bruni         | Quelqu'un m'a dit    |
| Vereinigtes Königreich | The Darkness        | Permission to Land   |
| Irland                 | The Thrills         | So Much for the City |
| Italien                | Tiziano Ferro       | Rosso Relativo       |
| Portugal               | Mariza              | Fado Em Mim          |
| Spanien                | Las Ketchup         | Las Hijas del Tomate |

### 2005
| Land                   | Künstlerin/Künstler | Album                        |
| ---------------------- | ------------------- | ---------------------------- |
| Dänemark               | The Raveonettes     | Chain Gang of Love           |
| Deutschland            | Wir sind Helden     | Die Reklamation              |
| Finnland               | Redrama             | Every Day Soundtrack         |
| Frankreich             | Corneille           | Parce que l'on vient de loin |
| Vereinigtes Königreich | Katie Melua         | Call Off the Search          |
| Irland                 | Damien Rice         | O                            |
| Italien                | Benny Benassi       | Hypnotica                    |
| Polen                  | Myslovitz           | Korova Milky Bar             |
| Schweden               | Ana Johnsson        | The Way I Am                 |

### 2006
| Land                   | Künstlerin/Künstler | Album                |
| ---------------------- | ------------------- | -------------------- |
| Belgien                | Sarah Bettens       | Scream               |
| Dänemark               | Hush                | A Lifetime           |
| Deutschland            | Juli                | Es ist Juli          |
| Frankreich             | Amel Bent           | Un jour d'été        |
| Vereinigtes Königreich | KT Tunstall         | Eye to the Telescope |
| Irland                 | Hal                 | Hal                  |
| Schweden               | Arash               | Boro Boro            |
| Spanien                | Bebe                | Pafuera Telanaras    |
| Ungarn                 | Heaven Street Seven | Get Out and Walk!    |

### 2007
| Land                   | Künstlerin/Künstler | Album                |
| ---------------------- | ------------------- | -------------------- |
| Belgien                | Gabriel Rios        | Ghostboy             |
| Deutschland            | Tokio Hotel         | Schrei               |
| Frankreich             | Ilona Mitrecey      | Un monde parfait     |
| Griechenland           | Elena Paparizou     | My Number One        |
| Vereinigtes Königreich | Corinne Bailey Rae  | Corinne Bailey Rae   |
| Irland                 | Celtic Woman        | Celtic Woman         |
| Italien                | Vittorio Grigolo    | In the Hands of Love |
| Polen                  | Blog 27             | <LOL>                |
| Schweden               | José González       | Veneer               |
| Spanien                | Beatriz Luengo      | BL                   |

### 2008
| Land                   | Künstlerin/Künstler | Album                              |
| ---------------------- | ------------------- | ---------------------------------- |
| Belgien                | Reborn              | Fools Rush In                      |
| Dänemark               | Dúné                | We Are in There, You Are out There |
| Finnland               | Sunrise Avenue      | On the Way to Wonderland           |
| Frankreich             | Ayọ                 | Joyful                             |
| Deutschland            | Cascada             | Everytime We Touch                 |
| Irland                 | Dolores O’Riordan   | Are You Listening?                 |
| Polen                  | Hemp Gru            | Klucz                              |
| Spanien                | Miguel Ángel Muñoz  | M.A.M.                             |
| Schweden               | Basshunter          | LOL <(^^,)>                        |
| Vereinigtes Königreich | The Fratellis       | Costello Music                     |

### 2009
| Land                   | Künstlerin/Künstler | Album                                  |
| ---------------------- | ------------------- | -------------------------------------- |
| Frankreich             | AaRON               | Artificial Animals Riding on Neverland |
| Vereinigtes Königreich | Adele               | 19                                     |
| Dänemark               | Alphabeat           | Alphabeat                              |
| Deutschland            | Cinema Bizarre      | Final Attraction                       |
| Frankreich             | The Dø              | A Mouthfull                            |
| Niederlande            | Kraak & Smaak       | Boogie Angst                           |
| Dänemark               | Ida Corr            | One                                    |
| Schweden               | Lykke Li            | Youth Novels                           |
| Irland                 | The Script          | The Script                             |
| Vereinigtes Königreich | The Ting Tings      | We Started Nothing                     |

### 2010
| Land                   | Künstlerin/Künstler | Album               |
| ---------------------- | ------------------- | ------------------- |
| Belgien                | Milow               | Milow               |
| Vereinigtes Königreich | Charlie Winston     | Hobo                |
| Deutschland            | Peter Fox           | Stadtaffe           |
| Österreich             | Soap&Skin           | Lovetune for Vacuum |
| Estland                | Kerli               | Love Is Dead        |
| Schweden               | Jenny Wilson        | Hardships           |
| Portugal               | Buraka Som Sistema  | Black Diamond       |
| Frankreich             | Sliimy              | Paint Your Face     |
| Niederlande            | Esmée Denters       | Outta Here          |
| Italien                | Giusy Ferreri       | Gaetana             |

Gewinner des Publikumspreises: Milow

### 2011
| Land                   | Künstlerin/Künstler | Album                                      |
| ---------------------- | ------------------- | ------------------------------------------ |
| Dänemark               | Aura Dione          | Columbine                                  |
| Deutschland            | The Baseballs       | Strike!                                    |
| Frankreich             | Zaz                 | Zaz                                        |
| Norwegen               | Donkeyboy           | Caught in a Life                           |
| Rumänien               | Inna                | Hot                                        |
| Österreich             | Saint Lu            | Saint Lu                                   |
| Vereinigtes Königreich | Mumford & Sons      | Sigh No More                               |
| Schweden               | Miike Snow          | Miike Snow                                 |
| Niederlande            | Caro Emerald        | Deleted Scenes from the Cutting Room Floor |
| Belgien                | Stromae             | Cheese                                     |

Gewinner des Publikumspreises: The Baseballs

### 2012
| Land                   | Künstlerin/Künstler    | Album                |
| ---------------------- | ---------------------- | -------------------- |
| Belgien                | Selah Sue              | Selah Sue            |
| Dänemark               | Agnes Obel             | Philharmonics        |
| Frankreich             | Ben l’Oncle Soul       | Soulman              |
| Deutschland            | Boy                    | Mutual Friends       |
| Irland                 | James Vincent McMorrow | Early in the Morning |
| Niederlande            | Afrojack               | Lost and Found       |
| Österreich             | Elektro Guzzi          | Elektro Guzzi        |
| Rumänien               | Alexandra Stan         | Saxobeats            |
| Schweden               | Swedish House Mafia    | Until One            |
| Vereinigtes Königreich | Anna Calvi             | Anna Calvi           |

Gewinner des Publikumspreises: Selah Sue

### 2013
| Land                   | Künstlerin/Künstler       | Album                       |
| ---------------------- | ------------------------- | --------------------------- |
| Dänemark               | Nabiha                    | More Cracks                 |
| Estland                | Ewert and the Two Dragons | Good Man Down               |
| Frankreich             | C2C                       | Tetra                       |
| Finnland               | French Films              | Imaginary Future            |
| Island                 | Of Monsters and Men       | My Head Is An Animal        |
| Niederlande            | Dope D.O.D.               | Branded                     |
| Portugal               | Amor Electro              | Cai o Carmo e a Trindade    |
| Schweden               | Niki and the Dove         | Instincts                   |
| Spanien                | Juan Zelada               | High Ceilings & Collarbones |
| Vereinigtes Königreich | Emeli Sandé               | Our Version of Events       |

### 2014
| Land                   | Künstlerin/Künstler           | Album                                    |
| ---------------------- | ----------------------------- | ---------------------------------------- |
| Dänemark               | Lukas Graham                  | Lukas Graham                             |
| Deutschland            | Zedd                          | Clarity                                  |
| Frankreich             | Woodkid                       | The Golden Age                           |
| Irland                 | Kodaline                      | In a Perfect World                       |
| Island                 | Ásgeir Trausti                | Dýrð í dauðaþögn                         |
| Niederlande            | Jacco Gardner                 | Cabinet of Curiosities                   |
| Norwegen               | Envy                          | The Magic Soup and the Bittersweet Faces |
| Österreich             | GuGabriel (Gudrun Liemberger) | Anima(L)                                 |
| Schweden               | Icona Pop                     | This Is... Icona Pop                     |
| Vereinigtes Königreich | Disclosure                    | Settle                                   |

### 2015
| Land                   | Künstlerin/Künstler | Album                    |
| ---------------------- | ------------------- | ------------------------ |
| Belgien                | Melanie De Biasio   | No Deal                  |
| Dänemark               | Mø                  | No Mythologies to Follow |
| Deutschland            | Milky Chance        | Sadnecessary             |
| Frankreich             | Indila              | Mini World               |
| Irland                 | Hozier              | Hozier                   |
| Niederlande            | The Common Linnets  | The Common Linnets       |
| Norwegen               | Todd Terje          | It’s Album Time          |
| Österreich             | Klangkarussell      | Netzwerk                 |
| Schweden               | Tove Lo             | Queen of the Clouds      |
| Vereinigtes Königreich | John Newman         | Tribute                  |

### 2016
| Land                   | Künstlerin/Künstler      | Album                         |
| ---------------------- | ------------------------ | ----------------------------- |
| Belgien                | Oscar and the Wolf       | Entity                        |
| Deutschland            | Robin Schulz             |                               |
| Frankreich             | Christine and the Queens | Chaleur Humaine               |
| Irland                 | SOAK                     | Before We Forgot How to Dream |
| Lettland               | Carnival Youth           | No Clouds Allowed             |
| Niederlande            | Kovacs                   |                               |
| Norwegen               | Aurora                   |                               |
| Spanien                | Álvaro Soler             | Eterno Agosto                 |
| Schweden               | Seinabo Sey              | Pretend                       |
| Vereinigtes Königreich | Years & Years            | Communion                     |

Gewinner des Publikumspreises: Carnival Youth

### 2017
| Land                   | Künstlerin/Künstler | Album/Single                             |
| ---------------------- | ------------------- | ---------------------------------------- |
| Albanien               | Era Istrefi         | Bon Bon                                  |
| Deutschland            | Namika              | Lieblingsmensch                          |
| Finnland               | Jaakko Eino Kalevi  | Weird World                              |
| Frankreich             | Jain                | Zanaka / Come                            |
| Irland                 | Walking on Cars     | Speeding Cars                            |
| Niederlande            | Natalie La Rose     | Somebody                                 |
| Norwegen               | Alan Walker         | Faded                                    |
| Österreich             | Filous              | Dawn / How Hard I Try                    |
| Spanien                | Hinds               | Leave Me Alone                           |
| Vereinigtes Königreich | Dua Lipa            | Be The One, Last Dance, Hotter than Hell |

Gewinner des Publikumspreises: Dua Lipa

### 2018
| Land                   | Künstlerin/Künstler | Album/Single                  |
| ---------------------- | ------------------- | ----------------------------- |
| Belgien                | Blanche             | City Lights                   |
| Bulgarien              | Kristian Kostov     |                               |
| Dänemark               | Off Bloom           |                               |
| Deutschland            | Alice Merton        | No Roots                      |
| Finnland               | Alma                | Chasing Highs, Dye My Hair    |
| Frankreich             | The Blaze           |                               |
| Norwegen               | Sigrid              | Don’t Kill My Vibe, Strangers |
| Portugal               | Salvador Sobral     |                               |
| Schweden               | Skott               |                               |
| Vereinigtes Königreich | Youngr              |                               |

Gewinner des Publikumspreises: Kristian Kostov